# Atletismo nos Jogos Olímpicos de Verão de 1896

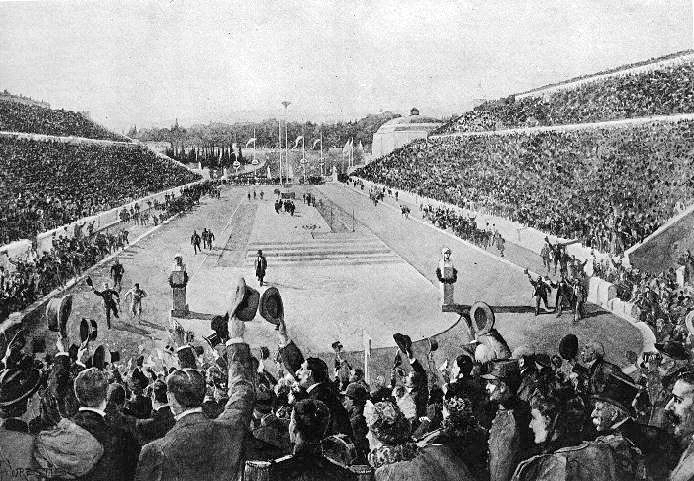
Spiridon Louis entrando no estádio no final da maratona

Nos Jogos Olímpicos de Verão de 1896, a primeira Olimpíada moderna, foram disputados 23 eventos de atletismo. Um total de 25 medalhas (12 de prata para vencedores, 13 de bronze para vice-campeões, nenhuma para terceiro) foram concedidas. As medalhas foram posteriormente designadas como 37 medalhas modernas (12 de ouro, 13 de prata e 12 de bronze). Todos os eventos, exceto a maratona, foram realizados no Estádio Panatenaico, que também foi o final da maratona. Os eventos foram realizados em 6, 7, 9 e 10 de abril de 1896 (todas as datas estão de acordo com o calendário gregoriano). Ao todo, 64 atletas, todos homens, de 10 países competiram. Isso tornou o atletismo o mais internacional dos 9 esportes nos Jogos de 1896.
A equipe americana de 11 atletas, que apresentava apenas um campeão nacional, foi dominante, conquistando 9 dos 12 títulos. Não foram estabelecidos recordes mundiais, porque poucos competidores internacionais de destaque haviam participado. Além disso, as curvas da pista eram muito apertadas, tornando praticamente impossível marcar tempos rápidos nos eventos de corrida.
As eliminatórias dos 100 metros foram o primeiro evento olímpico a ser realizado, e o vencedor da primeira bateria, Francis Lane, pode ser considerado o primeiro vencedor olímpico. O primeiro campeão olímpico foi coroado no salto triplo, o estudante de Harvard James Connolly. Connolly também se saiu bem nos outros eventos de salto, ficando em segundo no salto em altura e em terceiro no salto em distância.
Outros atletas também eram versáteis. Tom Burke venceu os 100 e os 400 metros, um feito que não se repetiu desde então, enquanto o australiano Edwin Flack, de Londres, venceu as corridas de 800 e 1500 metros. Robert Garrett, um estudante de Princeton, conquistou dois primeiros e dois segundos lugares. Seu primeiro título foi no lançamento de disco, um evento originário dos Antigos Jogos Olímpicos, mas nunca antes realizado em um evento internacional. Garrett tentou treinar para o evento com uma réplica de 10 kg de um disco, mas desistiu por ser muito pesado. Quando soube que o disco real da competição pesava apenas 2 kg, ele entrou no evento e o venceu, para consternação do público grego, que considerava seus lançadores "imbatíveis".
Um segundo evento realizado pela primeira vez em competições internacionais foi a maratona de corrida a pé. Foi concebido por Michel Bréal, um amigo de Pierre de Coubertin, baseado na lenda de Fidípides. Este soldado ateniense primeiro completou uma corrida de 2 dias para procurar ajuda espartana contra os persas invasores na Batalha de Maratona e depois correu da cidade de Maratona para Atenas dias depois para anunciar a vitória, morrendo como resultado de seus esforços heroicos. A corrida começou em Maratona e percorreu 40 km por estradas poeirentas para Atenas. O público grego, decepcionado por ainda não haver um vencedor grego no atletismo, ficou muito feliz quando foi anunciado durante a corrida que um corredor grego havia assumido a liderança. Quando Spiridon Louis, um transportador de água de Marusi, chegou ao estádio, foi acompanhado pelo príncipe herdeiro grego na sua última volta. Louis nunca mais competiria em uma corrida, mas sua vitória fez dele um herói nacional.
As façanhas de Louis, Garrett, Connolly e Flack seriam narradas na minissérie da NBC de 1984, The First Olympics: Athens, 1896.
O dia seguinte à maratona oficial Stamata Revithi percorreu o percurso de 40 km em 5 horas e 30 minutos, terminando fora do Estádio Panatenaico. Ela foi impedida de participar da competição oficial desde que as Olimpíadas de 1896 excluíram as mulheres da competição.

## Medalhistas
Essas medalhas foram atribuídas retroativamente pelo Comitê Olímpico Internacional; Na época, os vencedores receberam uma medalha de prata e medalhas de bronze em segundo lugar. Os atletas em terceiro lugar não receberam nenhum prêmio.
| Evento                       | Ouro                              | Prata                                                               | Bronze                                                          |
| ---------------------------- | --------------------------------- | ------------------------------------------------------------------- | --------------------------------------------------------------- |
| 100 metros detalhes          | Tom Burke USA Estados Unidos      | Fritz Hoffmann GER Alemanha                                         | Francis Lane USA Estados Unidos Alajos Szokolyi HUN Hungria     |
| 400 metros detalhes          | Tom Burke USA Estados Unidos      | Herbert Jamison USA Estados Unidos                                  | Charles Gmelin GBR Grã-Bretanha                                 |
| 800 metros detalhes          | Teddy Flack AUS Austrália         | Nándor Dáni HUN Hungria                                             | Dimitrios Golemis GRE Grécia                                    |
| 1500 metros detalhes         | Teddy Flack AUS Austrália         | Arthur Blake USA Estados Unidos                                     | Albin Lermusiaux FRA França                                     |
| 110 m com barreiras detalhes | Thomas Curtis USA Estados Unidos  | Grantley Goulding GBR Grã-Bretanha                                  | nenhum                                                          |
| Maratona detalhes            | Spiridon Louis GRE Grécia         | Charilaos Vasilakos GRE Grécia                                      | Gyula Kellner HUN Hungria                                       |
| Salto em altura detalhes     | Ellery Clark USA Estados Unidos   | James Connolly USA Estados Unidos Robert Garrett USA Estados Unidos | nenhum                                                          |
| Salto com vara detalhes      | William Hoyt USA Estados Unidos   | Albert Tyler USA Estados Unidos                                     | Evangelos Damaskos GRE Grécia Ioannis Theodoropoulos GRE Grécia |
| Salto em distância detalhes  | Ellery Clark USA Estados Unidos   | Robert Garrett USA Estados Unidos                                   | James Connolly USA Estados Unidos                               |
| Salto triplo detalhes        | James Connolly USA Estados Unidos | Alexandre Tuffèri FRA França                                        | Ioannis Persakis GRE Grécia                                     |
| Arremesso de peso detalhes   | Robert Garrett USA Estados Unidos | Miltiades Gouskos GRE Grécia                                        | Georgios Papasideris GRE Grécia                                 |
| Lançamento de disco detalhes | Robert Garrett USA Estados Unidos | Panagiotis Paraskevopoulos GRE Grécia                               | Sotirios Versis GRE Grécia                                      |

## Quadro de medalhas
| Ordem | País               | Medalha de ouro | Medalha de prata | Medalha de bronze |    | Ordem por total |
| ----- | ------------------ | --------------- | ---------------- | ----------------- | -- | --------------- |
| 1     | USA Estados Unidos | 9               | 6                | 2                 | 17 | 1               |
| 2     | AUS Austrália      | 2               |                  |                   | 2  | 4               |
| 3     | GRE Grécia         | 1               | 3                | 6                 | 10 | 2               |
| 4     | HUN Hungria        |                 | 1                | 2                 | 3  | 3               |
| 5     | FRA França         |                 | 1                | 1                 | 2  | 4               |
| 5     | GBR Grã-Bretanha   |                 | 1                | 1                 | 2  | 4               |
| 7     | GER Alemanha       |                 | 1                |                   | 1  | 7               |
| TOTAL | TOTAL              | 12              | 13               | 12                | 37 | —               |

## Países participantes
| - GER Alemanha (5) - AUS Austrália (1) - CHI Chile (1) - DEN Dinamarca (3) - USA Estados Unidos (10) | - FRA França (6) - GBR Grã-Bretanha (5) - GRE Grécia (29) - HUN Hungria (3) - SWE Suécia (1) |